# モンモランシー (ヴァル＝ドワーズ県)

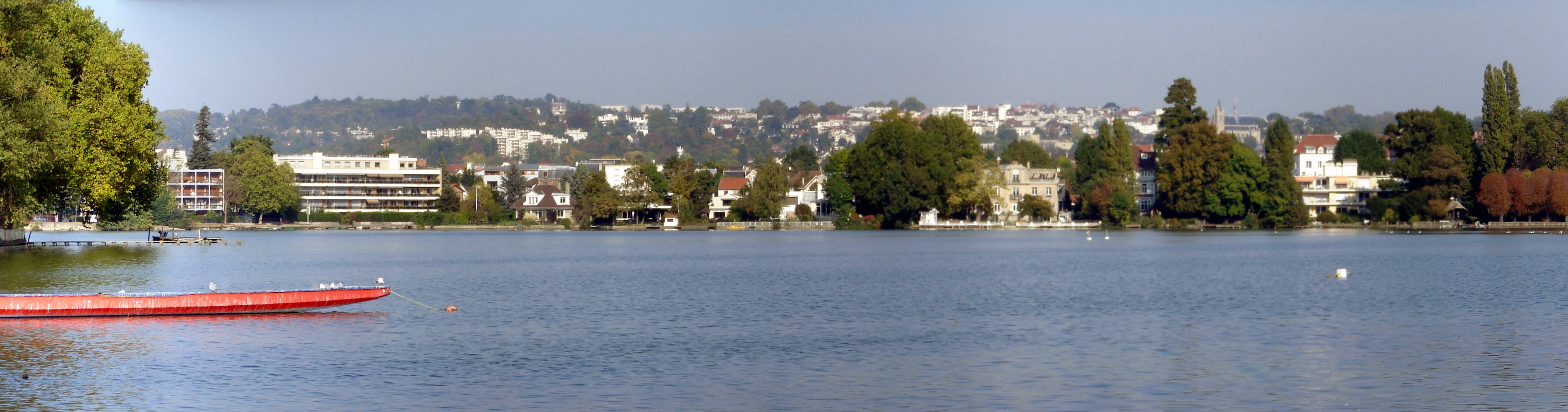
アンギャン湖から丘の上のモンモランシー市街をのぞむ

モンモランシー（Montmorency）は、フランス、イル＝ド＝フランス地域圏ヴァル＝ドワーズ県のコミューン。パリのポルト（門）の北約8マイル、ロワシー・シャルル・ド・ゴール国際空港から陸路で21kmの距離にある。
その地形は非常に起伏に富んでおり、17世紀以降、多くのセレブリティを集めるリゾート地となった。1756年4月から1762年6月までジャン＝ジャック・ルソーが滞在し、まちに文学の巡礼の地として長い影響を与えた。かつては有数の旧家でアンシャン・レジーム時代のフランス貴族で最も有名だったモンモランシー家の領地であり、現在のコミューンは交通通信のメインから離れた住宅地としての側面が特徴となっている。同時に、別荘に囲まれた集落や、高級住宅街を備えており、大規模工業団地や重要な商業地は欠けている。

## 交通
- 道路 - 国道928号線（サン＝ドニおよびエルーヴィルとをつなぐ）、県道144号線（サン・ルー・ラ・フォレとをつなぐ）、県道124号線（エザンヴィルとをつなぐ）、県道125号線（ガルジュ＝レ＝ゴネスとをつなぐ）
- 鉄道 - 1954年を最後に廃止。最寄りはアンギャン＝レ＝バン駅。かつてはモンモランシー-アンギャン＝レ＝バン-パリ間を走るトラム路線があったがこれも1935年に廃止されている。

## 由来
まちの名はラテン語のMons Maurentiusからきている。

## 歴史

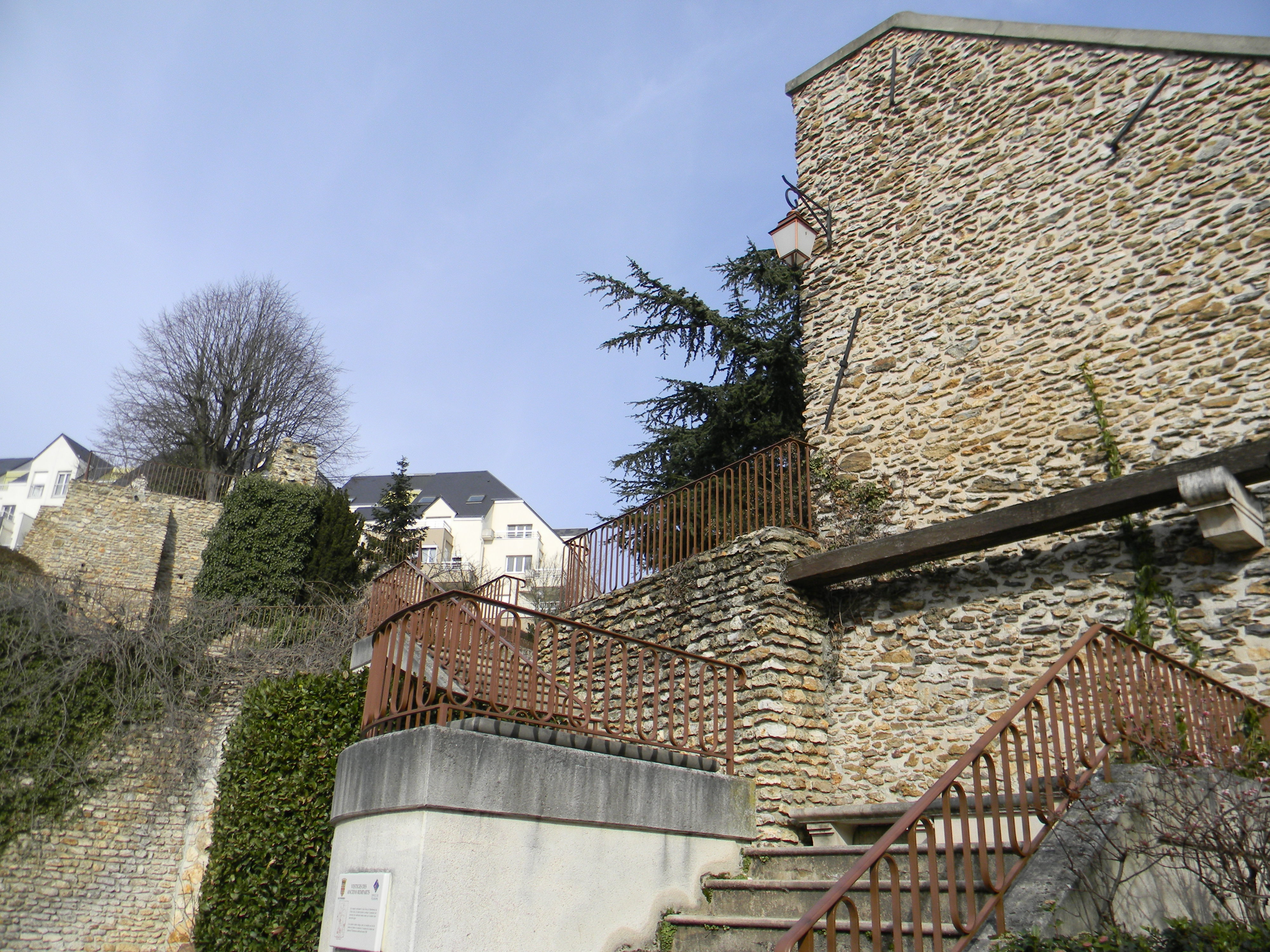
わずかに残る中世の城壁

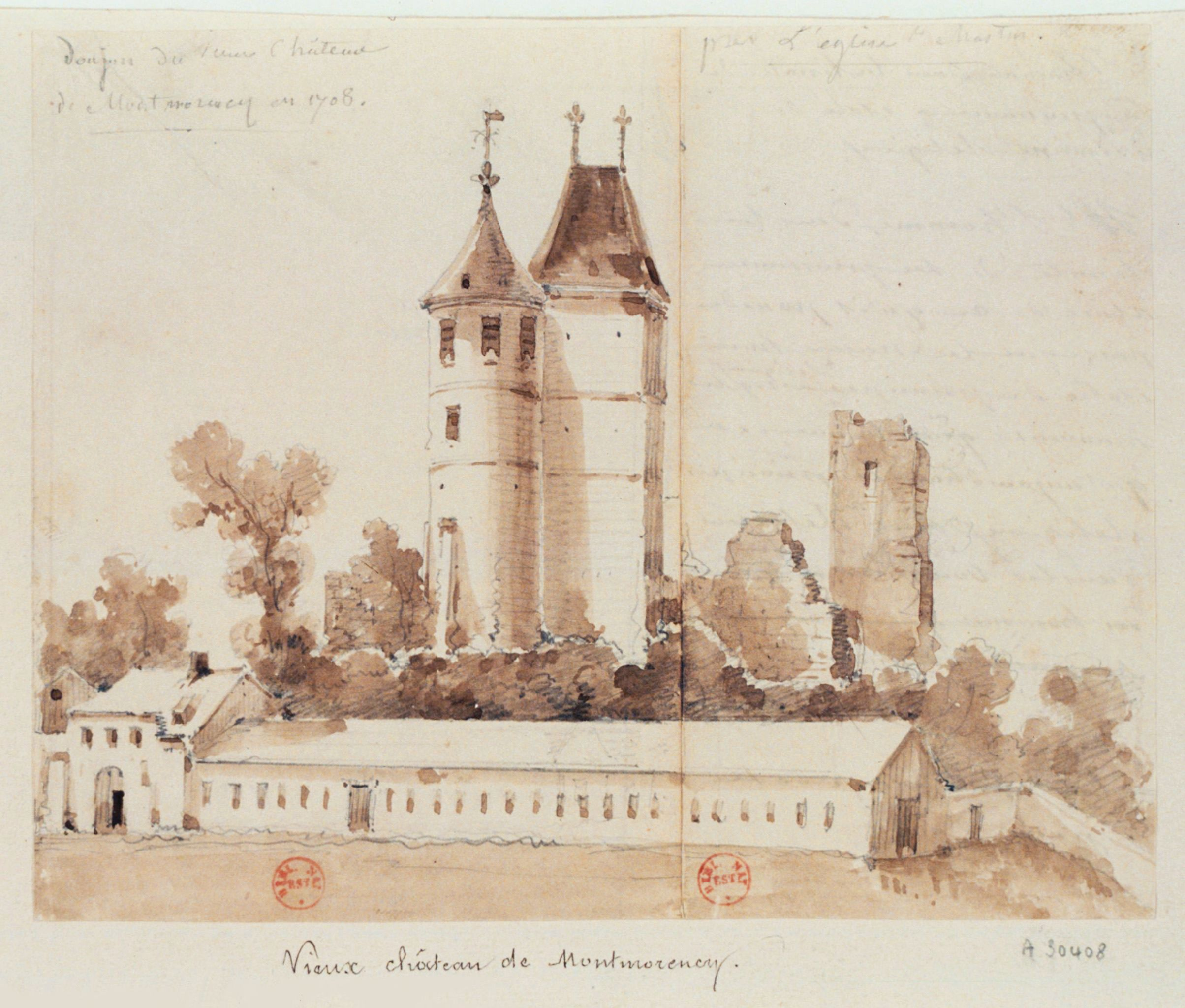
1708年に描かれた、モンモランシー城の2つのダンジョン

### 中世
岩の露頭の上にあり戦略的な要所とみなされていたこの場所は、ルーアンやフランス平野への通行を遮断できる位置であった。この場所には9世紀から木造の城があり、9世紀と10世紀に繰り返し炎上した。997年、城はフランス王ロベール2世から、リル＝サン＝ドニ出身の男爵であるブシャール・ル・バルビュに委託された。ブシャールはセーヌ川を行く船頭たちから通行料を徴収し、サン＝ドニ修道院の領地で略奪行為を行った人物である。ブシャールは6人の大元帥、12人の元帥、4人の提督を輩出した家系の先祖である。この家系は12世紀にモンモランシー姓を採用し、クレティアン第一男爵（Premiers barons chrétiens）の称号を得た。西へ6km、領域を接していない隣のコミューンはブシャール姓を採用した。現在のル・プレシ＝ブシャールである。
ルイ6世はモンモランシーを攻撃して占領し、その後領主の反乱を罰するため城を破壊した。
モンモランシー家の起源は時間の霧に包まれて失われている。モンモランシーの名は、カール・マルテルの同志であり、ムーア人の王との戦いに加わっていたこの家の先祖、ギ・ル・ブロン（Gui-le-Blond）のように語呂合わせを使用することを軽視しなかった一族の伝承に由来するのだろう。ムーア人が死ぬのを見て、彼は「私のムーア人が殺害された！」（Voilà mon Maure occis !）と叫んだという。この勝利を記憶にとどめるものとして、彼はMon-Maure-occisという名の城を建設した。この城の名が変形してモンモランシーとなった。
城は12世紀に石造で再建され、小さなまちを90mの城壁が取り囲んでいた。城壁には4箇所の門があった。モンモランシーは当時、この地方唯一の要塞となったまちだった。市場のまちであり、経済は繁栄していた。まだ通信手段のない丘の上では、市場が国中の商人や人々を引きつけていたのである。ポントワーズやアルジャントゥイユのブルジョワたちは毎週水曜日にモンモランシーにやってきた。往来が難しいにもかかわらず、種類豊富で珍しい品が集まっていた。当時あった全ての食物が集まっていた。ブタ、ヒツジ、ウシ、ノルマンディー沿岸部でとれた魚、そして衣類、農具である。桶屋、石工、鍛冶屋といった多くの職人も集まっていた。当時メゾン＝デュー（Maison-Dieu）と呼ばれていた、病院が1207年にできている。1257年、大きな邸宅とブドウ畑を購入することで、テンプル騎士団が教区の中に転入した。
地方全体が百年戦争に巻き込まれていた頃、まちも数度の占領と略奪にあっている。特筆すべきはジャックリーの乱さなかの1358年、そして1381年である。城もイングランド軍によって破壊された。城は再建されず徐々に廃墟と化し、ブシャールの後継者たちはより快適なシャンティイやエクアンに住まうことを好んだ。フランス革命まで、封建時代の象徴は保存されていた。18世紀には2つの塔と建物の一部の壁だけが残っていたが、革命後にはついに消滅している。11世紀にできたまちを取り巻く城壁もまた、時代の経過とともに消え、今日は15世紀の要塞の遺構が残っている。

### ルネサンスから17世紀

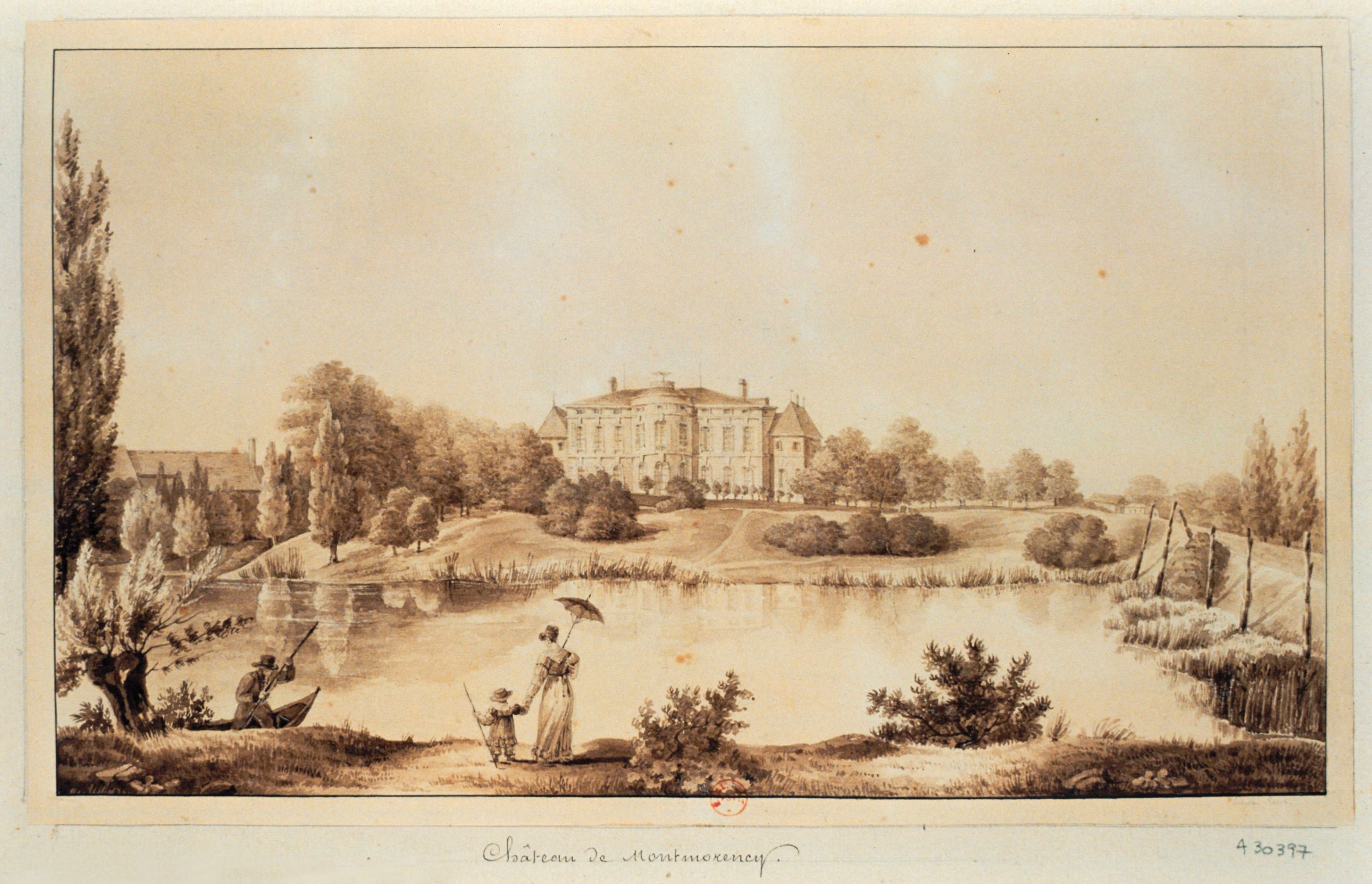
ル・ブランのシャトー

16世紀、モンモランシーは自ら過密化し続け、2つの風車を持っていた。果樹とブドウが栽培される一方で、谷は穀物畑で覆われていた。しかしユグノー戦争が、特に1589年のリーグ派が、都市の多くの破壊と住民環境の破壊を誘発した。19世紀、マルシェ広場の再開発中に数百体の遺骸が発見されている。これらはリーグ派によって殺害されたモンモランシー住民とみられている。
997年から1632年まで、まちを治めていたのはモンモランシー＝ビュルシャール家であった。彼らの土地は公爵領に昇格されたが、1551年、アンリ2世・ド・モンモランシーはルイ13世およびリシュリューの権威による命令で斬首刑に処され、土地は王が没収した。アンリ2世・ド・モンモランシーに嫡出子はなく、彼の姉シャルロット＝マルグリット・ド・モンモランシーを妻としていたコンデ公アンリ2世・ド・ブルボン＝コンデが財産を相続した。コンデ公はフロンドと共闘したため、まちとその周辺は再び荒らされ破壊された。それにもかかわらず、病院の拡大、まち北部でのシャンポー墓地開発といった、都市の成長は17世紀初頭まで続いた。
17世紀には平穏を取り戻した。まちには当時およそ1500人が暮らしていた。有名なサクランボはこの時代から栽培されていた。セヴィニエ夫人が娘へ宛てた書簡の中でそれらを記している。モンモランシーは、資本家や宮廷の芸術家に好まれるリゾート地だった。画家シャルル・ルブランは1673年にモンモランシーの土地を取得し、彼はサン・マルタン参事会教会の下に美しい自らのドメーヌ（サン・ヴァレリーの泉から供給される水を引いた大きな池、美しい庭園を備えていた）を構築した。「プティ・シャトー」（petit château）と呼ばれる邸宅は歴史に残ったが、庭園はなくなってしまった。
1617年、オラトリオ会の会衆がモンモランシーに移住してきた。彼らは参事会教会の北に神学校をつくった。神学校は次の世紀に巨大な四階建ての建物になった。神学校も革命で破壊された。
1689年、ルイ14世は、モンモランシーの名とアンギャンの名を交換するという、以前コンデ公に行った寄贈を承認した。

### 18世紀

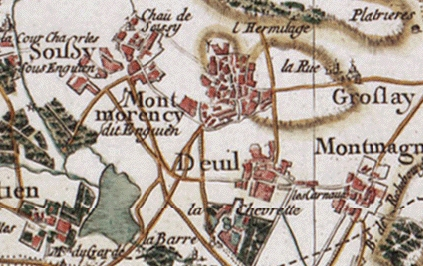
カッシーニ地図に描かれたモンモランシー

1702年、裕福な資本家ピエール・クローザは、1689年から空いていたシャルル・ルブランの土地を取得した。彼は自らのシャトーをヴェルサイユ宮殿のように装飾して改装を行った。しかし野心的な彼は、20エーカーの公園に壮大なシャトーを建設することにし、そこに1740年まで住むことになった。
1754年から1764年にかけ、ジャン＝ジャック・ルソーの庇護者であるモンモランシー＝リュクサンブール元帥がシャトーに住んだ。革命による破壊は逃れたが、大きなシャトーはメンテナンス不足で劣化した。シャトーは1810年に買収され、新しい所有者となったアルディーニ伯爵が改修を行った。しかし伯爵の後の所有者である商人が、シャトーの資材を手に入れるため1817年にシャトーを解体した。モンモランシーのシャトーは何も残らなかった。わずかに残るのは1719年につくられた、ジル＝マリー・オパノール設計のオランジュリーの半円形の土地で、現在復元されている。
18世紀に最も特筆すべきことは、哲学者ルソーがモンモランシーに住んだことである。彼は1756年4月から1757年12月までエピネー夫人（fr）のもとで暮らし、モン・ルイに移った。その後1762年までモンモランシー＝リュクサンブール元帥のもとで暮らした。ルソーはしばしばエピネー夫人が主催する文学サロンで時を過ごした。ルソーが暮らした家には後でルソーの友人である作曲家アンドレ・グレトリが住んでいる。
当時の有名な哲学者たちは、エピネー夫人がドゥイユ＝ラ＝バールにあるラ・シュヴレット城で催す文学サロンに頻繁に集っていた。ある日散歩中のルソーは、野原で水を貯める貯水槽を備えた土地を見つけた。現在は失われているが、モンモランシーの村落から約1kmのところには小さな家があった。ルソーはエピネー夫人に「ああマダム、なんと可愛らしい住居でしょうか。ここを私の隠れ家とします。」と伝えた。ルソーは1756年4月に家に移った。しかし、エピネー夫人の妹であるウデト夫人（fr）へのルソーの情熱のため、1757年12月に彼はエピネー夫人と口論した末、家をそのままにして出て行った。ルソーの友人の一人で、コンデ公の税務弁護士であったマタス氏が、ルソーにモンモランシー内のプティ・モン・ルイという小さな田舎家を提供した。プティ・モン・ルイは状態が悪い家で、本格的な修繕が必要だった。1759年8月、ルソーの隣人であったモンモランシー＝リュクサンブール元帥は、ルソーが文筆作業中に快適に過ごせるよう、ルブランのシャトーを利用できるようにはからった。ルソーはプティ・モン・ルイ滞在中に『ジュリー　または新エロイーズ』、『社会契約について』、そして『エミール　または教育について』を書き上げ、1762年6月まで残った。
同じ年、『エミール　または教育について』が出版されると騒ぎになり、本はパリ高等法院から焚書とされ、フランスから逃亡した。彼は友人モンモランシー＝リュクサンブール公の助けを借りて1762年6月8日にスイスへ脱出し、二度とモンモランシーへ戻ることはなかった。
まちはその歴史の間に少なくとも9回改名している。1689年にコンデ公の要請でアンギャン（Anguien、のちEnghien）となり、モンモランシーの名称が使われ続けていても、革命時代までこの名称を保持した。ルソーは作品中ではモンモランシーの名を用いている。1790年、正式にモンモランシーとなった。しかし、貴族の姓が革命政府に嫌われ、1793年に再び改名され、ルソーの作品へのオマージュとして国民公会が決定しエミール（Émile）そしてモンテミール（Mont-Émile）となった。
1778年に最初埋葬されたエルムノンヴィル公園からパリのパンテオンへ移送される途中のルソーの柩が、1794年にモンモランシーのマルシェ広場で一晩中さらされていた。この事件は、熱烈な作家に多くのイベントを引き起こさせることとなった。

### 19世紀

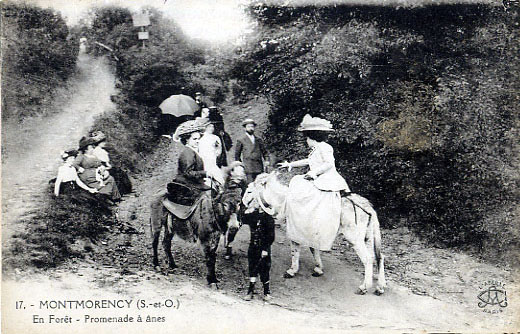
モンモランシーの森をロバに乗って散策する人々。1900年代

19世紀のモンモランシーは、裕福なパリジャンや多くのセレブリティのリゾート地となった。その中にはベリー公爵夫人、ボナパルト家、ボイエルデュー、女優ラシェル・フェリックス、ルイ・ブラン、ジュール・ミシュレ、リヒャルト・ワーグナーらがいた。彼らはマルシュ広場のシュヴァル・ブランというオーベルジュに行き、ロバに乗って森の中を散策したり、またはサクランボの季節に果樹園を訪れていた。
長い間往来の不自由だったまちは、ついに1866年からアンギャン＝レ＝バン駅と接続された（1954年まで）。
1813年、ナポレオンはコミューンがモンモランシーの名称を復活させるのを承認した。しかし1814年にブルボン家が王政復古するとルイ18世はモンモランシーからアンギャンに戻した。しかし百日天下の間モンモランシーになり、1815年に王政復古がなされると再びアンギャンとなった。最終的にモンモランシーに落ち着いたのは1832年である。アンギャンとは、その後モンモランシー湖のほとりに誕生した新しいスパの名称となった。1850年にアンギャン＝レ＝バンがコミューンとなり、湖もアンギャン湖と改名した。温泉の発展は迅速にモンモランシー谷の新たな経済的核となり、モンモランシーはもはや本質的に住宅地ではなくなっていった。
1830年から1831年にかけ、ポーランドで起きた蜂起はロシア皇帝ニコライ1世によって徹底的に潰され、多くの著名なポーランド人亡命者が、おそらくルソーの追憶からモンモランシーへやってきた。1855年にシャンポー墓地に埋葬されたデルフィナ・ポトツカ、詩人アダム・ミツキェヴィチらがいる。ミツキェヴィチの遺灰は1890年にクラクフへ移された。
普仏戦争はまちの暗い歴史である。1870年の早いうちにまちはプロイセン軍に占領された。

## 行政
1968年以降モンモランシーは郡庁所在地であったが、2004年よりサルセルが郡庁所在地となり、以降はモンモランシーが小郡庁所在地となっている。2001年より自治体間連合Communauté d'agglomération de la Vallée de Montmorencyに参加している。モンモランシー議会は35人の議員で構成されている。
モンモランシーには小審裁判所、労働審判所、全国雇用庁、社会保障センターが設置されている。
| 在任期間 | 在任期間 | 氏名                                            | 所属               | 備考 |
| 就任     | 退任     | 氏名                                            | 所属               | 備考 |
| -------- | -------- | ----------------------------------------------- | ------------------ | ---- |
| 1971年   | 1977年   | アルベール・ノアショヴィッチ Albert Noachovitch | 右派               | -    |
| 1977年   | 1995年   | アルベール・マガリアン Albert Magarian          | 右派諸派           | -    |
| 1995年   | 2008年   | フランソワ・ロンシャンボン François Longchambon | 国民運動連合       | -    |
| 2008年   | 現職     | フランソワ・ドットン François Detton            | フランス社会党右派 | -    |

参照元:

## 人口統計
| 1962年 | 1968年 | 1975年 | 1982年 | 1990年 | 1999年 | 2008年 |
| ------ | ------ | ------ | ------ | ------ | ------ | ------ |
| 16369  | 18691  | 20860  | 20798  | 20920  | 20599  | 21438  |

参照元:1962年までEhess1968年以降INSEE

## 地理
まちは、モンモランシーの森の入口である、内座層と外座層（fr）の南端に位置する丘の急斜面に市街が広がる。ここはモンモランシー谷とフランス平野を管理する戦略上の要地である。まちはのちに「アンギャン湖」と呼ばれるようになる、谷に向かって開けたモンモランシ池（étang de Montmorenci）を領域に含んでいる。モンモランシー谷はセーヌ谷から約4km離れている。まちは距離5km、幅平均850mで広がっている。
コミューンには2つの小河川が流れる。長さ6.3kmのアラ川はまちの東に水源があり、グロレー、モンマニー、ヴィルタヌーズの各コミューンの地下を流れセーヌ川に合流する。オランジュリー大通りの最も高い場所で生まれるサン・ヴァレリー川は、アンギャン湖に注ぐ。
まちの上水道は、メリー＝シュル＝オワーズでヴェオリア・エンバイロメントが運営する取水場から供給されている。モンモランシーの水道水の品質は良く、硝酸塩の率が低く、フッソ化はわずかで、1999年のナノ濾過導入以降カルキ分は比較的少ない。

## 気候
モンモランシーの気候は、イル＝ド＝フランスの他所と同じく海洋性気候である。パリ大都市圏の北端に位置するモンモランシーは、イル＝ド＝フランスの農村部と関係して1℃から2℃の、気温のわずかな上昇を引き起こす。この違いは明け方に顕著で、時間とともに上昇する傾向にある。また、まちの南北間の人口密度や標高は多くの場合、穏やかな気候と高気圧によって数度に差はない。時にはシャンポー高原の北に数センチの積雪があるが、同時期の南部は積雪がない。年間平均気温は11℃、最も寒い月は1月で平均4℃である。最も暑い月は7月と8月で平均19℃である。気温が25℃を超える日は40日、30℃以上の日は8日である。ヴァル＝ドワーズ県南部では1955年以降、平均年間日照時間は1719時間である。

## 史跡
- ルソー博物館 - ルソーが1756年から暮らしたモン＝ルイの住宅を改装している。
- サン・マルタン参事会教会 - 1563年に完成したフランボワイヤン様式の教会。かつてはモンモランシー家の墓所であった。
- ル・ブランのオランジュリー

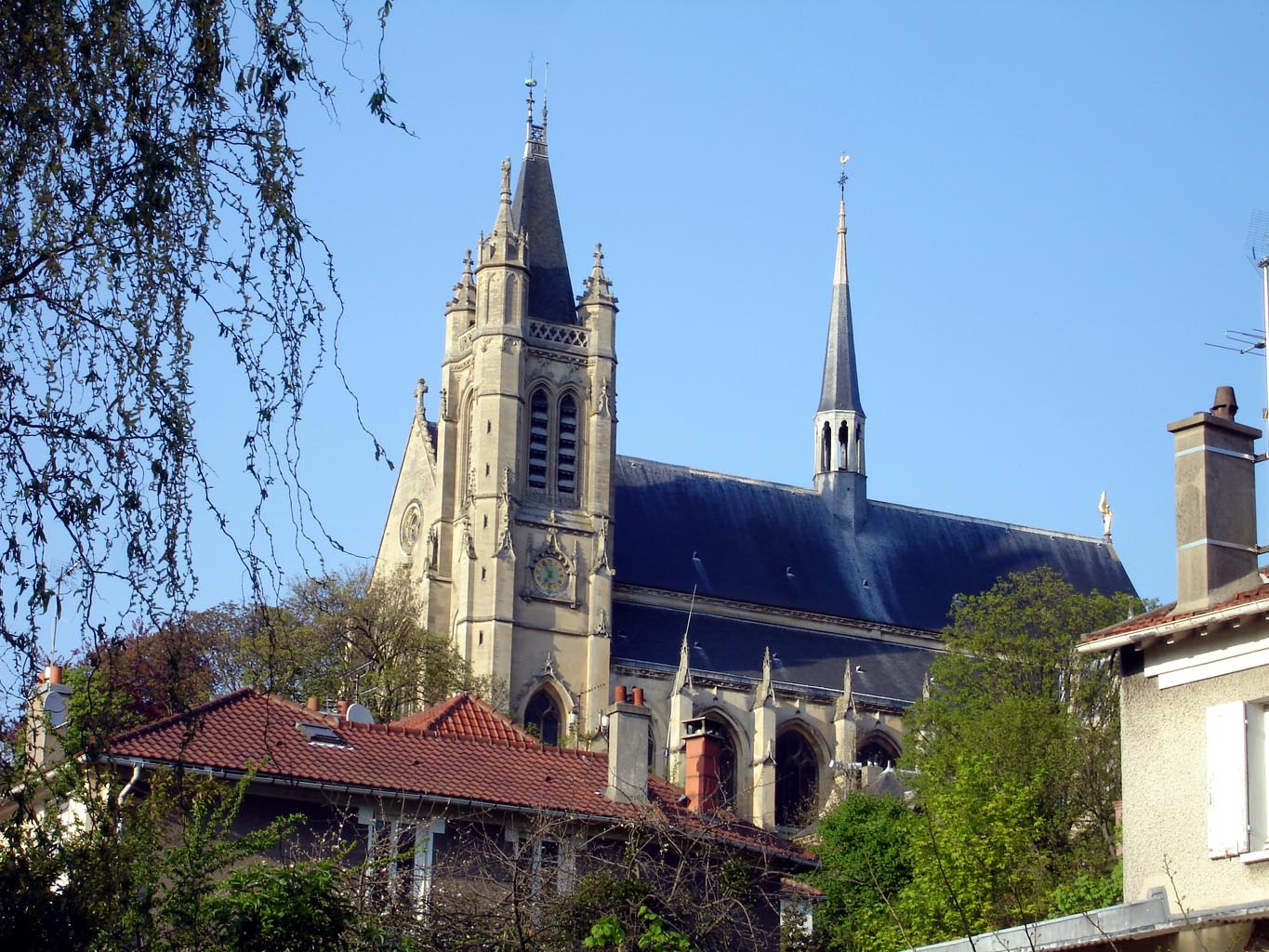
サン・マルタン参事会教会
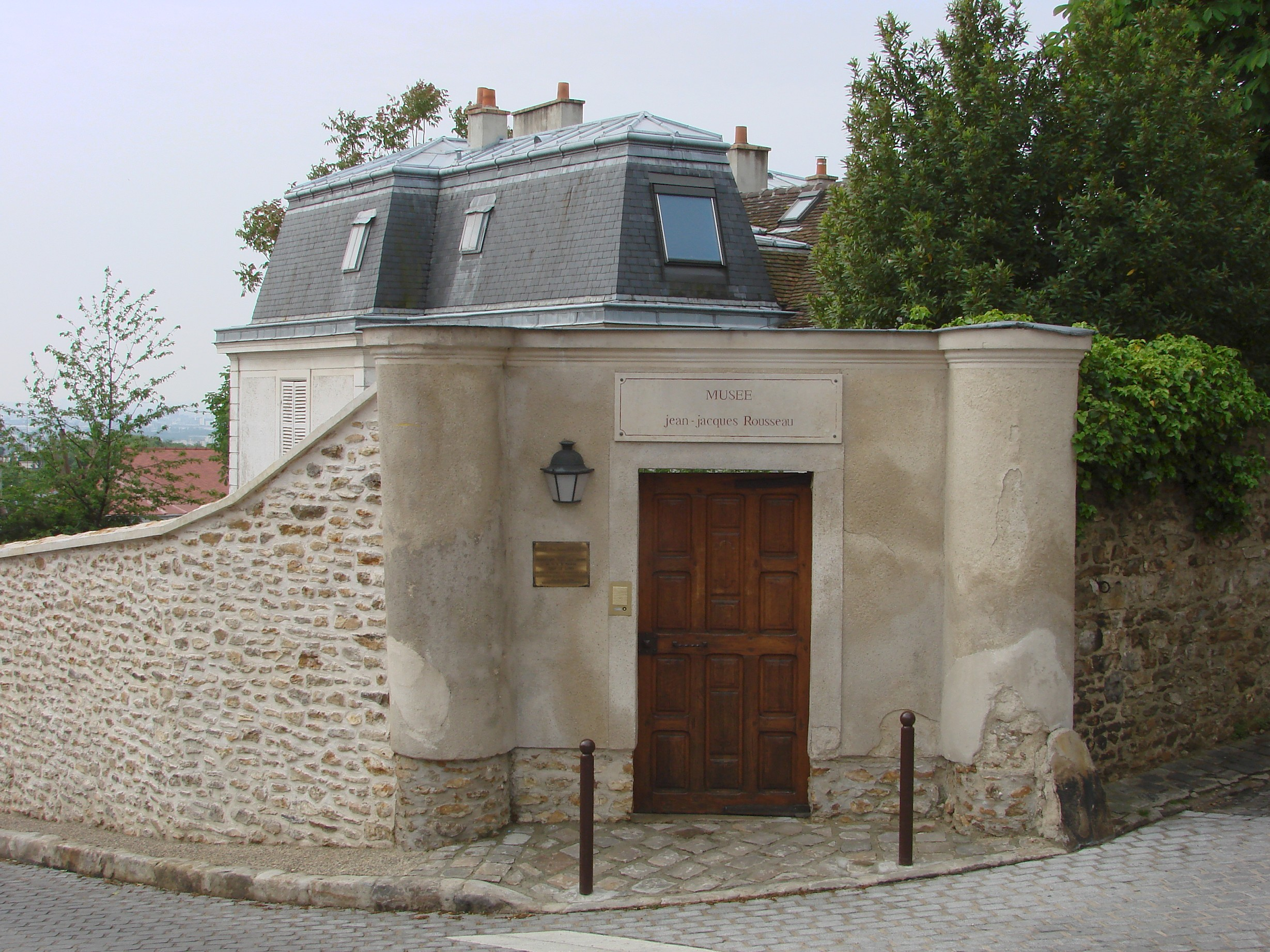
ルソー博物館

## ゆかりの人物
- ジャン＝ジャック・ルソー
- アンドレ・グレトリ
- ハインリヒ・ハイネ - 一時期滞在

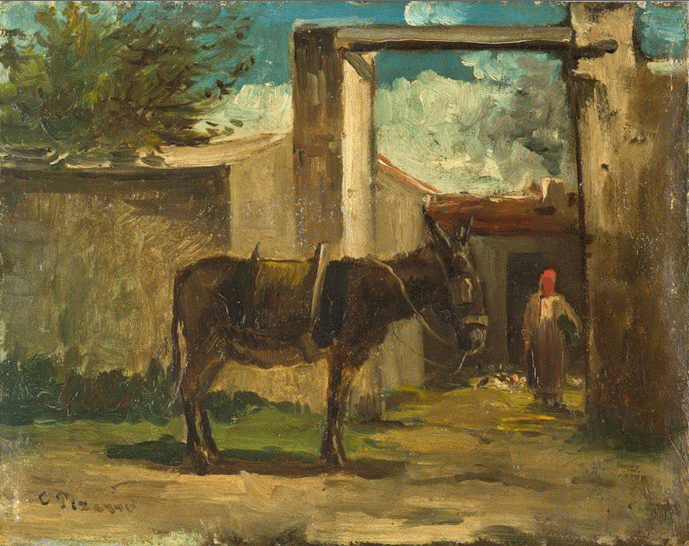
モンモランシーの風景、ピサロ画

- シャルル・ルブラン - ヴェルサイユ宮殿、ヴォー＝ル＝ヴィコント城の室内装飾を担当
- カミーユ・ピサロ - 1854年、1856年、1857年の3度滞在
- リヒャルト・ワーグナー - 1849年に滞在
- ジョナサン・ラウゲル - 同市出身

## 姉妹都市
- ケール、ドイツ
- ナッツフォード、イギリス

## 参照
- R. Biais - G. et G. Dornier, Connaître et aimer Montmorency, Éditions du Valhermeil, Auvers-sur-Oise, 1993